# Crystal McKellar
Crystal Dawn Scripps McKellar (San Diego, 16 de agosto de 1976) es una actriz y abogada estadounidense. Es recordada por su papel de Becky Slater en la serie de televisión The Wonder Years. 

## Inicios
A los siete años de edad, se mudó con su familia a la ciudad de Los Ángeles. Ella y su hermana (Danica McKellar) competían para ver quién conseguiría más trabajos actorales. Las dos hermanas estudiaron en la escuela Diane Hill Hardin Young Actors Space. En la serie The Wonder Years, Danica obtuvo el papel de Winnie Cooper y Crystal tuvo el papel de Becky Slater, ambas vecinas del personaje de Kevin Arnold (Fred Savage).
Fue nominada al premio a la mejor actriz joven invitada en una serie de televisión en el Youth in Film Award en 1988 y 1989. 

## Carrera profesional
Posteriormente Crystal estudió economía en la Universidad Yale entre 1996 y 1999, graduándose cum laude. Mientras estaba en Yale, fue editora de una revista llamada Portia. Se graduó en leyes en la Universidad Harvard (cum laude) en 2003 y es fiscal asociada en la firma de abogados Davis Polk & Wardwell.

## Créditos actorales
- The Wonder Years (1988-1993)